# Kalaiya
Kalaiya est une ville du Népal située dans la zone de Narayani et chef-lieu du district de Bara. Au recensement de 2011, la ville comptait 42 826 habitants.